# Dominikus Bucher
Dominikus II. Bucher OSB (* 24. September 1871 in Alpnach als Jakob Gottlieb Bucher; † 23. Juni 1945 in Bozen) war ein Schweizer Benediktinermönch. Von 1938 bis zu seinem Tod war er Abt der Abtei Muri-Gries in Bozen (Südtirol).

## Biografie
Der Sohn des Landwirts und Käsers Josef Alois Bucher und der Anna Maria Gander besuchte das von Benediktinern geführte Gymnasium Sarnen. Er gehörte zu den ersten Schülern, die an dieser Schule die eidgenössische Maturität ablegten. 1894 legte er die Profess ab und studierte Theologie in der Klosterschule von Gries bei Bozen. Zwei Jahre später folgte die Priesterweihe.
Von 1897 bis 1920 war Bucher als Lehrer am Gymnasium Sarnen (der heutigen Kantonsschule Obwalden) tätig. Anschliessend war er Dekan der Abtei Muri-Gries und Lektor für Kirchenrecht. Darüber hinaus schrieb er Bücher zur Geschichte der Abtei und des Kollegiums. Am 19. September 1938 wurde Bucher zum Abt von Muri und Prior in Gries gewählt und führte die Abtei danach durch die schwierige Zeit der Option und die Kriegsjahre. 1939 erhielt er das Ehrenbürgerrecht der Bürgergemeinde Alpnach und von der Landsgemeinde jenes des Kantons Obwalden.

## Werke
- 1916: Das Kollegium von Sarnen 1891–1916.
- 1927: Muri-Gries 1027–1927.
- 1941: Orgelumbau in der Dorfkirche.